# 遺伝子移入
遺伝子移入（いでしいにゅう、Introgression）は、種間雑種がその親種の一つと戻し交配を繰り返すことによって起きる、ある種から別の種の遺伝子プールに遺伝物質が入ることである。人為的な場合であっても遺伝子の導入には長期的な過程を必要とする。この過程は殆どの形態の遺伝子流動とは異なり、同じ種の2つの集団ではなく異なる種の2つの集団間で発生する。
遺伝子移入は単純な雑種と異なるものである。雑種第一代における遺伝子と対立遺伝子の頻度は、ラバで観察されるような2つの親種と均一な混合となる。一方で遺伝子移入は、複雑で非常に多様な遺伝子の混合物をもたらし、移入元の遺伝子が極一部しか含まれないこともある。